# IRT 42nd Street Shuttle
A Linha de 42nd Street Shuttle (IRT), em inglês:  IRT 42nd Street Shuttle é uma linha de trânsito rápido do metrô de Nova Iorque. Foi inaugurada em 27 de outubro de 1904 (120 anos). Esta linha é uma secção da rede ferroviária que é operada pelo IRT (em inglês:  Interborough Rapid Transit Company), que é uma subdivisão da Divisão A do Metrô de Nova Iorque. O único serviço de transporte de passageiros (rota) que é prestado através de sua linha férrea é o da 42nd Street Shuttle.